# Середньовічні війни

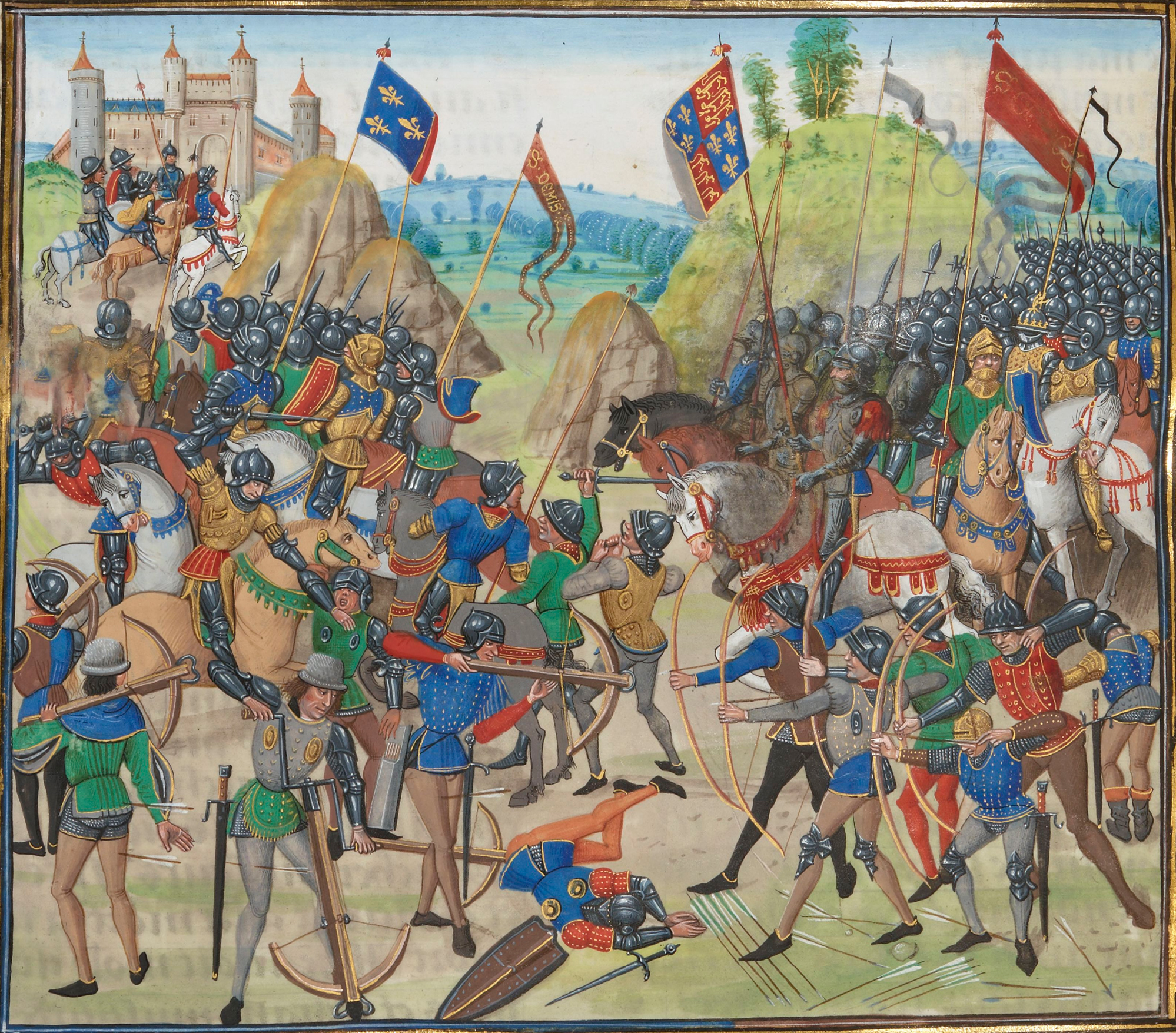
Битва при Кресі (1346) між англійським та французьким військом

Середньовічні війни — це збройні конфлікти, що проходили в період між Падінням Західної Римської імперії та початком Доби великих географічних відкриттів.
У Середньовіччі панівною суспільно-економічною системою був феодалізм. Тобто тепер населення ділилося на землевласників та тих, хто працювали на цій землі. Отже, був створений новий клас — лицарство. Це докорінно змінило вигляд війська. Відтепер кожен феодал мав власну маленьку армію, що супроводжувала його під час війни. Однак були й інші типи військ, що могли протистояти лицарській армії (зокрема англійські лучники та швейцарські найманці). Основою бою було використання окремим воїном холодної зброї.
Проте згодом, на початку Відродження в воєнних діях почали використовувати порохову зброю, яка поступово витіснила лицарів з армії.